# Elezioni parlamentari in Estonia del 1920
Le elezioni parlamentari in Estonia del 1920 si tennero dal 27 al 29 novembre per l'elezione del Riigikogu; si trattò delle prime consultazioni dopo l'approvazione della nuova Costituzione, avvenuta il 15 giugno precedente e che sarebbe poi entrata in vigore il 21 dicembre successivo.
I cento deputati furono eletti attraverso liste concorrenti in dieci regioni: i seggi erano assegnati a livello nazionale mediante sistema proporzionale e recupero dei resti mediante metodo D'Hondt.

## Risultati
| Liste                                                 | Voti    | %     | Seggi |
| ----------------------------------------------------- | ------- | ----- | ----- |
| Partito Estone del Lavoro                             | 99 030  | 21,02 | 22    |
| Assemblee dei Contadini                               | 97 825  | 20,76 | 21    |
| Partito Socialdemocratico Estone dei Lavoratori       | 80 211  | 17,02 | 18    |
| Partito Socialista Indipendente Estone dei Lavoratori | 50 119  | 10,64 | 11    |
| Partito Popolare Estone                               | 48 972  | 10,39 | 10    |
| Partito Cristiano-Democratico                         | 35 420  | 7,52  | 7     |
| Comitato Centrale dei Sindacati di Tallin             | 24 849  | 5,27  | 5     |
| Partito Germano-Baltico                               | 18 444  | 3,91  | 4     |
| Gruppo Economico                                      | 4 948   | 1,05  | 1     |
| Unione Nazionale Russa                                | 4 744   | 1,01  | 1     |
| Unione Popolare Russa                                 | 3 876   | 0,82  | –     |
| Altri <0,5%                                           | 2 790   | 0,59  | –     |
| Totale                                                | 471 228 | 100   | 100   |

- In alcune fonti, i dati di Unione Nazionale Russa e di Unione Popolare Russa sono accorpati (8.620 voti, 1,83%)